# Vimmerby
Vimmerby je město ve švédské provincii Kalmar. Leží nedaleko města Mariannelund. Narodila se zde švédská spisovatelka Astrid Lindgrenová. Nyní je tu její muzeum a zábavný park Astrid Lindgrens värld.